# Metodo classico

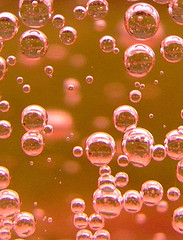
Bollicine di un vino spumante comparse a seguito del metodo champenoise

Il metodo classico (o méthode champenoise, che prende nome dalla regione francese dello Champagne) è un processo di produzione di vino spumante, che consiste nell'indurre la rifermentazione dei vini in bottiglia attraverso l'introduzione di zuccheri e lieviti selezionati (liqueur de tirage). Altre terminologie equivalenti per tale metodo sono: metodo tradizionale e metodo della rifermentazione in bottiglia.

## Generalità
Tramite la rifermentazione avvenuta in bottiglia il vino acquisisce la tradizionale pressione, visibile sotto forma di bollicine, garantita dall'anidride carbonica prodotta dalla seconda fermentazione ("presa di spuma") che rimane intrappolata nel liquido, essendo il recipiente chiuso.
Dopo un periodo di riposo avviene la fase del remuage: le bottiglie sono disposte su appositi cavalletti (pupitres), che tengono il collo della bottiglia più in basso rispetto al fondo (praticamente capovolte, anche se non in verticale). La periodica rotazione della bottiglia fa depositare le fecce dei lieviti esausti prodotti dalla fermentazione in bottiglia sull'estremità interna del tappo.
L'ultima fase della lavorazione (dégorgement) consiste nel congelare il vino contenuto nel collo della bottiglia, immergendo quest'ultimo in una soluzione liquida a bassissima temperatura, e nel togliere il tappo, in modo che il deposito fuoriesca col tappo, spinto dalla pressione. A questo punto il vino viene rabboccato con uno sciroppo di vino (a volte invecchiato) e zucchero (liqueur d'expédition). La quantità di zucchero determina le caratteristiche dello spumante, da demi-sec a extra-brut. Qualora la liqueur d'expédition sia priva di zucchero, si ha uno spumante pas dosé, molto secco. Da notare che nella liqueur qualcuno aggiunge del distillato per caratterizzare alcuni prodotti importanti, spesso riserve: in questi casi la nota è molto riconoscibile, quasi "ossidativa".
Lo spumante viene chiuso con il tradizionale tappo a fungo e con una gabbietta metallica, la quale evita che il tappo fuoriesca sotto la pressione del gas che si forma nella bottiglia.
Lo sviluppo di anidride carbonica, dovuto alla fermentazione, produce una pressione interna che può variare da un minimo di 3 fino a un massimo di 6,5 bar.
L'altro metodo per ottenere spumanti naturali è il Martinotti-Charmat, in cui la rifermentazione avviene in autoclave.

## Vini base
Poiché questi vanno a incidere in modo diretto sulla qualità del prodotto finale, per la loro preparazione è necessaria una particolare cura: si adopera infatti una vendemmia anticipata delle uve, cosicché queste, oltre a possedere un'acidità maggiore (necessaria perché conferirà in seguito freschezza al vino), manterranno inalterati molti degli aromi varietali propri del vitigno. Queste uve saranno in seguito adagiate in cassette basse e non eccessivamente ricolme e trasportate velocemente in cantina, dove il mosto fiore, ottenuto da una pressatura soffice per opera di presse a membrana intera, verrà posto in serbatoi in acciaio inox, dove alla temperatura di circa 4 °C, dopo l'aggiunta di opportuni enzimi pectolitici, decanterà per un tempo che può variare dalle 16 alle 24 ore. Durante quest'iniziale fase di "illimpidimento" le particelle solide contenute nel mosto precipiteranno sul fondo del serbatoio, affinché il vino possa beneficiare di tutti gli aromi primari. Terminata tale fase, il vino verrà nuovamente travasato e portato a una temperatura minima di 16 °C; a esso verranno aggiunti dei lieviti selezionati per innescare la fermentazione alcolica dell'intera massa, che terminerà dopo un periodo di circa 10-15 giorni, quando saranno terminati gli zuccheri fermentescibili ed essa avrà un titolo alcolometrico da 9% a 12%. Segue una fase di affinamento e stabilizzazione in vasca. Il vino così ottenuto risulterà pronto per la successiva rifermentazione secondo il metodo Champenoise.

## Assemblaggio di vini-base

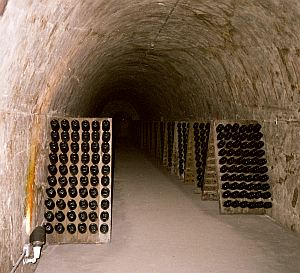
Bottiglie di champagne

Detto anche cuvée, è una sapiente miscela di vini (spesso prodotti a partire da uve provenienti da vigne/parcelle diverse) di varie annate a disposizione, che alla fine caratterizzano lo stile dell'azienda di produzione. Se la cuvée è composta per almeno l'85% di uve della stessa annata, lo spumante merita la denominazione di "millesimato", e in etichetta può essere riportata l'annata; diversamente, si ha un sans année. Il primo riposa in cantina per 4-5 anni o più, il secondo generalmente 2-3.
Nel gergo di cantina, la cuvée è detta (vino) "base", che sarà successivamente "tirata". Essa non è altro che la miscela risultato dell'assemblaggio di vini diversi (per vitigno, zona, annata, affinamento). La cuvée viene generalmente realizzata in primavera (o fine inverno), così la rifermentazione potrà partire subito, appena le temperature si faranno più miti.

## Tiraggio
Lo sciroppo di tiraggio (liqueur de tirage) è una miscela di vino con una precisa quantità di zucchero (in diverse possibili forme), lieviti e sostanze minerali atte a facilitare la compattazione delle fecce. Sono generalmente aggiunti anche additivi enologici per favorire il metabolismo dei lieviti. Lo zucchero addizionato si aggira di solito sui 24 g/L, generando così una sovrapressione di 6 atm (da 4 g di zucchero si ottiene un'atmosfera).
I lieviti, Saccharomyces, sono selezionati, e i più impiegati sono Saccharomyces cerevisiae e il Saccharomyces bayanus, che riescono a contenere la produzione di acido acetico, ma soprattutto a fermentare bene anche con livelli di etanolo moderatamente alti (10-12% vol.). Oltre alla spuma, tali lieviti devono formare depositi che non si attacchino alle pareti interne della bottiglia, favorendo così la loro eliminazione. I lieviti per la rifermentazione in bottiglia devono quindi possedere capacità flocculanti particolarmente marcate, per agevolare il processo tecnologico; a questo scopo, a volte, nella fase di tiraggio vengono aggiunte anche piccole dosi di bentonite.
La liqueur è quindi unita alla cuvée per avviare il tiraggio.

## Imbottigliamento
Dopo aver addizionato, attraverso diverse operazioni tecnologiche, lo sciroppo di tiraggio, il vino viene imbottigliato nelle champagnotte, sigillate con il tappo a corona; sotto il tappo si trova il bidule, un cilindro di plastica dove si faranno accumulare le fecce.
Su alcune bottiglie viene installato l'afrometro per monitorare il decorso della fermentazione.

## Presa di spuma

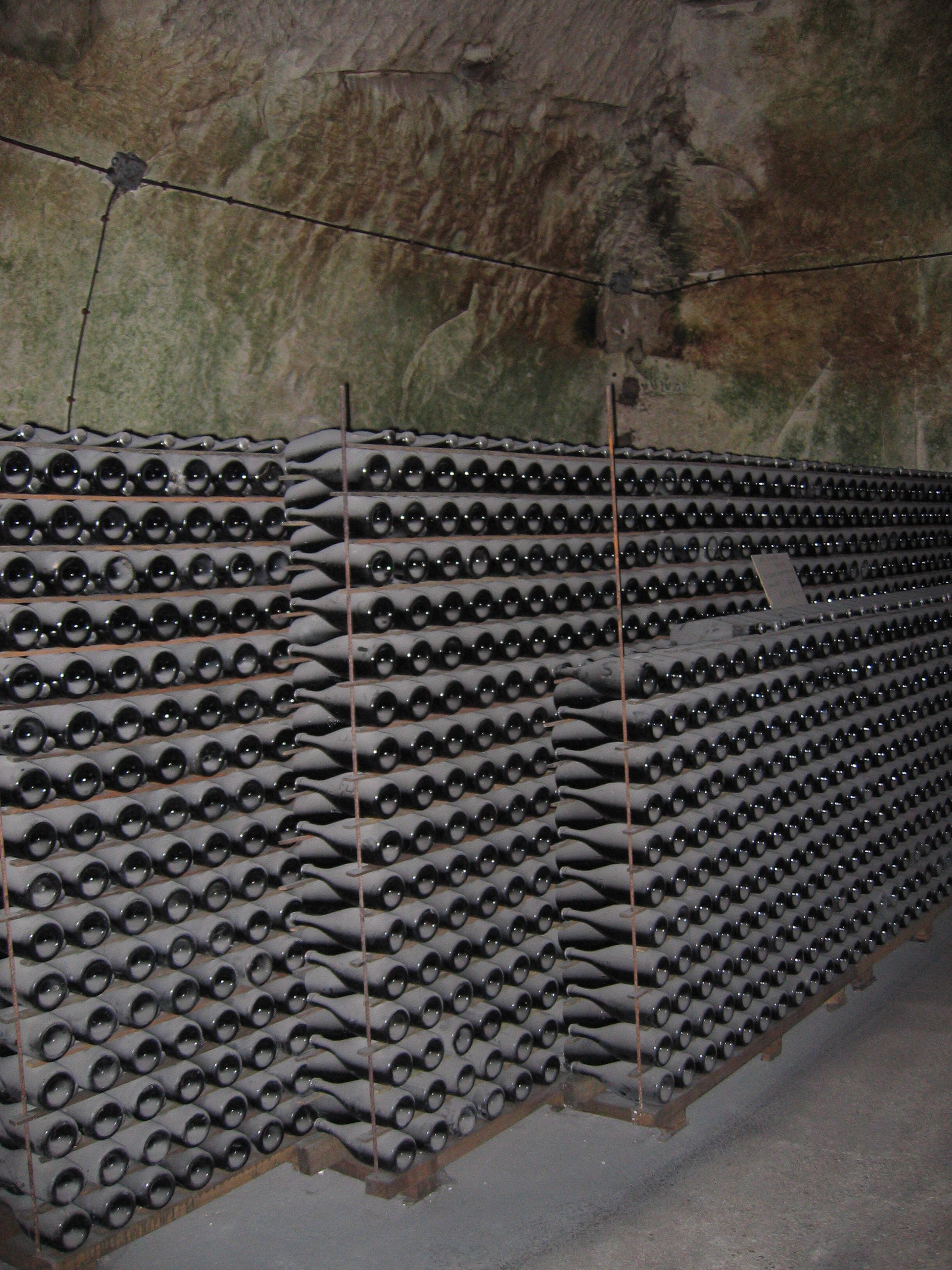
Bottiglie accatastate durante la presa di spuma

La presa di spuma (in francese prise de mousse) è il procedimento che porta il vino a diventare spumante. Le bottiglie vengono accatastate orizzontali (sur lattes), in cantine dove umidità e temperatura sono costanti e vi è assenza di vibrazioni, rumori e odori, oltre a una luce scarsa; la luce, infatti, potrebbe provocare la riduzione del vino: per questo il vetro delle bottiglie è scuro.
I lieviti trasformano gli zuccheri in alcol etilico e anidride carbonica, che questa volta, non potendo fuoriuscire, si discioglie nel vino; inoltre i lieviti arricchiscono il vino di aromi e sapori. La presa di spuma coincide, in pratica, con la seconda fermentazione (sviluppo di altro alcol e di anidride carbonica).
Nelle prime due settimane dopo l'imbottigliamento lo zucchero fermentescibile è già stato trasformato in etanolo e anidride carbonica. Nel periodo a seguire, il lievito inizierà a soffrire e lentamente consumerà tutte le scorte, degradando componenti cellulari e sostanze di riserva, fino a quando, intorno ai 90 giorni, inizieranno i processi autolitici. Durante questa fase prosegue l'attività degli enzimi del lievito, ma non è più rilevabile nessuna traccia di lievito vitale. Gli enzimi idrolitici continueranno a lavorare (anche per anni), degradando a poco a poco tutte le componenti cellulari, tranne la parete; la parete cellulare, infatti, subirà un terribile stress, ne aumenteranno i pori, ma essa non verrà rotta. Le pareti cellulari (o meglio, i β-glucani che le compongono) si aggregheranno tra loro, formando corpi flocculanti. Le molecole possono combinarsi tra di loro e dare un profilo sensoriale più complesso.
Per ottenere ciò l'affinamento deve essere lungo e lento, in modo da formare bollicine persistenti, numerose e dalla grana fine. Infatti, molti disciplinari di produzione prevedono periodi di affinamento dai 18 mesi per i non millesimati fino ai 33 dei millesimati, e molti produttori allungano tali tempi per poter creare un prodotto qualitativamente migliore, arrivando anche a svariati anni. La durata dell'evoluzione sui lieviti, per un metodo classico, equivale all'invecchiamento di un vino tranquillo (adatto all'invecchiamento): maggiore è il periodo maggiore è l'esclusività e, soprattutto, la complessità dello spumante, dunque la qualità. 
Sono in commercio svariati "metodo classico" delle più grandi denominazioni con affinamenti di 15-20 anni e oltre. A causa del prezzo elevato sono destinati solo a intenditori e appassionati.
Durante questo periodo le bottiglie subiscono una o due volte il coup de poignée, che consiste nel dare una scossa alla bottiglia per evitare che la feccia, cioè il residuo dei lieviti morti, si attacchi alle pareti del vetro. Un'altra tecnica, piuttosto onerosa e quindi applicata solo a prodotti di lungo affinamento sui lieviti, è quella dello "sbancamento", che consiste nello smontare la catasta di bottiglie e ricomporla: questo consente di rimettere le fecce fini in sospensione e quindi favorire l'ulteriore sviluppo di caratteristiche organolettiche evolutive.
Si utilizza la dizione "presa di spuma" anche nel caso di spumantizzazione con metodo Martinotti, con diverso procedimento atto a ottenere la rifermentazione. Questo è il metodo largamente diffuso nel mondo per ottenere vino spumante e frizzante.

## Messa in punta

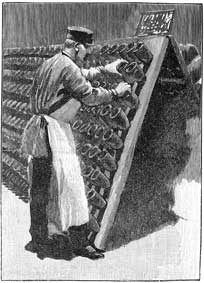
Le Remueur: incisione del 1889 raffigurante la persona addetta all'impegnativa attività quotidiana di ruotare ciascuna bottiglia posta su un pupitre

Finito l'affinamento sui lieviti, le bottiglie vengono prese dalle cataste di maturazione e, dopo aver staccato il deposito tramite scuotimento, poste su appositi cavalletti (i pupitres). Qui si effettua il remuage: le bottiglie vengono ruotate giornalmente di 1/8 di giro e inclinate periodicamente per veicolare le fecce verso il collo della bottiglia entro 1-2 mesi; alla fine di questo periodo le bottiglie si troveranno in posizione quasi verticale.
L'operazione di rotazione (remuage) è praticata da operai specializzati (remueurs), che ruotano 15 000 - 20 000 bottiglie al giorno. Oggi questa operazione può essere automatizzata ed effettuata dalle giropalette, grandi ceste rotanti contenenti le bottiglie, introdotte dai produttori spagnoli di Cava.

## Sboccatura
Prima della messa in commercio viene effettuata la sboccatura, o dégorgement.
Prima dell'avvento di moderni macchinari, il tecnico di cantina effettuava il dégorgement à la volée, ovvero stappava la bottiglia, da cui, per effetto della sovrapressione, schizzava fuori il residuo in fecce formatosi sotto il tappo; poi prontamente ritappava la bottiglia. 
Oggi esistono i "congelatori di colli", macchinari che immergono il collo della bottiglia in una soluzione di acqua e glicole propilenico (atossico) a una temperatura di -25/-30 °C per 12-15 minuti, in modo tale da ghiacciare lo spumante contenuto nel solo collo della bottiglia, che ingloba le fecce. Una volta aperta la bottiglia, sempre per effetto della pressione, il cilindretto di ghiaccio con le fecce viene espulso.
Ultimamente è in uso riportare sulla controetichetta l'anno di sboccatura (in alcuni casi anche un dato più preciso, come trimestre, settimana, mese, giorno), informazione importante per il consumatore, perché indice di freschezza. I "metodo classico" dovrebbero essere consumati in media entro tre-cinque anni dalla sboccatura, anche se grandi prodotti (in particolare, quelli con molti anni di affinamento sui lieviti) possono conservarsi ottimamente anche di più. Per bottiglie pregevoli e prestigiose, anzi, si assiste a un'evoluzione positiva in bottiglia dopo il dégorgement. D'altro canto, dalla sboccatura devono passare almeno tre mesi, per far stabilizzare il vino dopo lo shock subito.
L'indicazione in etichetta dei tempi del dégorgement non va confusa con l'eventuale millesimo specificato, in quanto questo ha a che fare unicamente con il vino base.

## Dosaggio
Dopo la sboccatura la bottiglia viene rabboccata con ulteriore liquido, la liqueur d'expédition o "sciroppo di dosaggio" o "sciroppo zuccherino", la cui ricetta varia da produttore a produttore ed è custodita gelosamente (sebbene sulla liqueur si sia romanzato troppo, dato che lo scopo principale è quello di ottenere le diverse versioni zuccherine).
Tale sciroppo di dosaggio è costituito essenzialmente da vino e zucchero (diverse forme possibili), molto raramente distillato, e spesso vino invecchiato in barrique. Con tale passaggio l'azienda produttrice dà una caratteristica impronta al proprio spumante, il quale possiederà un gusto e un bouquet diverso da tutti gli altri e potrà migliorare negli anni. Se si rabbocca con una liqueur d'expédition a cui non è stato aggiunto zucchero, il prodotto sarà denominato pas dosé (anche brut nature, termini equivalenti, dal punto di vista legislativo, all'italiano "dosaggio zero").
| Denominazione                                                             | Residuo zuccherino (g/L) |
| ------------------------------------------------------------------------- | ------------------------ |
| Pas dosé o Dosaggio zero (ultra secco, solo dolcezza originaria dell'uva) | < 3                      |
| Extra brut (molto secco)                                                  | ≤ 6                      |
| Brut (secco)                                                              | < 12                     |
| Extra dry (gusto secco arrotondato da lieve nota dolce → secco/morbido)   | 12-17                    |
| Dry o Sec (abboccato che significa "appena/poco dolce")                   | 17-32                    |
| Demi sec (gusto amabile ovvero con nota dolce nettamente percebile)       | 32-50                    |
| Dolce o Doux (la dolcezza è predominante)                                 | > 50                     |

Classificazione dei vini spumanti, dei vini spumanti gassificati, dei vini spumanti di qualità e dei vini spumanti di qualità del tipo aromatico basata sul tenore di zucchero.

## Tappatura

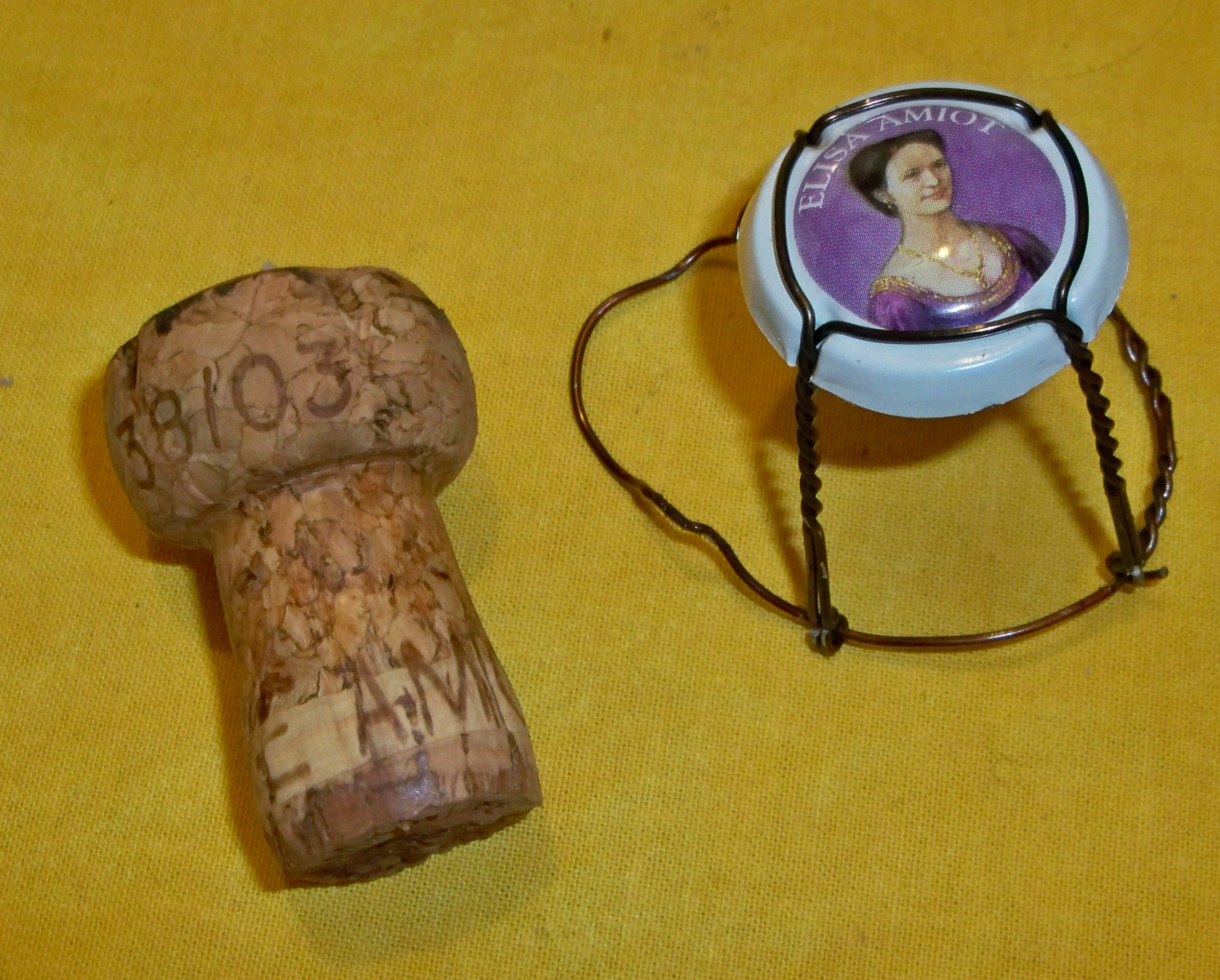
Tappo a fungo di sughero e gabbietta con capsula

Dopo le operazioni suddette, la bottiglia viene tappata per garantire la sigillatura ed evitare che il vino venga a contatto con l'ossigeno nell'aria. Il tappo può essere di sughero per gli spumanti di qualità più alta, o di plastica. 
Il tappo di sughero, all'origine cilindrico, assume la caratteristica forma a fungo dopo la compressione che il gambo subisce nel collo della bottiglia e la ribaditura della testa causata dalla gabbietta. 
Per evitare che a causa dell'elevata pressione lo spumante possa fuoriuscire, sul tappo si applicano un dischetto metallico (detto capsula) e poi la gabbietta metallica che viene saldamente assicurata al cercine.
Il collo della bottiglia viene quindi avvolto da un involucro (in foglio di alluminio o plastica termorestringente), detto capsulone, che verrà strappato all'apertura della bottiglia. Tappo, capsula e capsulone sono solitamente contrassegnati: o genericamente, ad esempio con il nome/logo della denominazione cui si riferisce lo spumante, o con il nome/logo dell'imbottigliatore (marca).
Per stappare la bottiglia agevolmente, il tappo dovrebbe essere tenuto fermo con la mano sinistra, mentre con la mano destra si ruota la bottiglia dal fondo. Per evitare il botto e la conseguente dispersione delle bollicine, il tappo va estratto lentamente.

## Confezionamento
Le bottiglie vengono fatte ruotare su sé stesse per far sì che lo sciroppo di dosaggio si amalgami bene col resto del prodotto, dopodiché vengono lavate e vestite di etichetta, controetichetta, collarino e capsulone. Le bottiglie rimangono per un periodo a riposo in cantina a temperatura controllata.

## Abbinamento con il cibo
Lo spumante, avendo come caratteristiche gustative principali l'effervescenza e l'acidità, si abbina bene per contrapposizione a tutte le preparazioni e cibi con tendenza dolce e "grassezza". La tendenza dolce non è da confondere con la dolcezza: ad esempio, un prodotto di pasticceria è dolce, il pane o la pasta sviluppano tendenza dolce a seguito della masticazione.
Alcuni esempi in cui la morbidezza e l'effervescenza dello spumante non sovrasteranno, ma anzi, attraverso le bollicine esalteranno i sapori:
- Crostacei
- Molluschi
- Salumi (mortadella)
- Formaggi
- Fritto di calamari, gamberetti, pesce
- Risotto gamberetti e zucchine
- Spaghetti all'astice
- Aragosta alla catalana
- Grigliate di pesce